# هورش ایدن
هورش ایدن (به عربی: محمیة حرش إهدن الطبیعیة) یک منطقه حفاظت‌شده و جنگل در لبنان است که در استان شمالی لبنان واقع شده‌است.